# Psycho II
Psycho II è un film del 1983 diretto da Richard Franklin e scritto da Tom Holland.
È il seguito del film cult Psyco di Alfred Hitchcock. Il film è interpretato da Anthony Perkins, Vera Miles, Robert Loggia e Meg Tilly. La colonna sonora è stata composta da Jerry Goldsmith.
Il film fu un successo finanziario, incassando più di 34 milioni di dollari. Il film è stato accolto abbastanza bene dalla critica e registra attualmente un 62% di gradimento su Rotten Tomatoes. Roger Ebert ha osservato che il film ha lavorato duramente per mantenere l'atmosfera di suspense del film originale. Il film  è stato seguito da Psycho III (1986) e Psycho IV (1990).

## Trama
Dopo ventidue anni passati in un istituto psichiatrico, Norman Bates è giudicato sano di mente e quindi liberato. Lila Crane, sorella di Marion Crane e vedova di Sam Loomis, organizza una petizione perché non convinta della sua guarigione. Bates è accompagnato a casa dallo psichiatra del manicomio, il dottor Bill Raymond. Al motel Norman fa anche la conoscenza del nuovo gestore, Warren Toomey.
Norman inizia a lavorare nella tavola calda della signora Emma Spool, la quale afferma di credere nei valori cristiani del perdono e che tutti meritano una seconda possibilità. La sua collega Mary Samuels, appena lasciata dal ragazzo, gli chiede se può trovarle un posto dove passare la notte. Norman le procura una stanza d'albergo nel motel ma, dopo aver scoperto che Toomey l'ha trasformato in una casa d'appuntamenti, decide di ospitarla a casa sua.
Il reintegro di Norman nella società sembra andare bene fino a quando non inizia a ricevere misteriose telefonate e bigliettini dalla "Madre" a casa e alla tavola calda. Durante un turno di lavoro, un ubriaco Toomey provoca pesantemente Norman, che lo sospetta delle note e delle telefonate. Poco dopo, una figura in abito nero trafigge Toomey mentre sta facendo i bagagli per lasciare il motel.
Sospettando di non essere ancora guarito del tutto, Norman sente delle voci che lo portano alla stanza della madre: un rumore lo conduce in solaio, dove qualcuno lo rinchiude. Mentre Bates cerca di uscire, avviene un altro omicidio: una figura ignota uccide un ragazzo che era venuto con la fidanzata per cercare un posto appartato nella cantina della casa. Nel frattempo Mary trova Norman addormentato in soffitta, con la porta aperta. Lo sceriffo interroga i due e ispeziona la cantina, ma non vi trova il cadavere del ragazzo. Mary inoltre dice alla polizia che Norman è stato tutto il pomeriggio con lei. Norman la rimprovera in quanto teme di essere stato lui ad uccidere il ragazzo, ma Mary lo rassicura confermando che lo ha trovato chiuso dentro la stanza.
Quella sera, Mary e Norman trovano uno straccio insanguinato nel gabinetto. Quest'ultimo, inorridito, crede di aver commesso un altro omicidio ma Mary insiste nell'affermare che è innocente. La donna scende a controllare il motel e nel salotto è sorpresa da Lila, che si rivela essere sua madre; erano state quest'ultima e Mary a fare le telefonate e gli appunti, e a mostrarsi alla finestra con le sembianze di Norma Bates. Mary aveva cambiato la stanza di Norma dopo aver chiuso a chiave Norman in soffitta. L'obiettivo era far impazzire nuovamente quest'ultimo per farlo internare. Tuttavia, la crescente amicizia di Mary con Norman l'ha convinta che non è più in grado di uccidere. Inoltre ella sospetta che ci sia qualcun altro in casa, dal momento che Norman era chiuso in soffitta al momento della morte del ragazzo.
Il dottor Raymond scopre l'identità di Mary come figlia di Lila e riferisce a Norman che sono state loro a molestarlo. Fa anche riesumare il cadavere di Norma Bates, per dimostrare a Norman che non è perseguitato da sua madre. Norman è solo parzialmente convinto: crede che dietro quello che accade si nasconda la sua "vera madre", nonostante non ci sia alcuna traccia di una sua possibile adozione. Norman si confronta con Mary, che confessa il suo ruolo accanto alla madre ma dice di essersi defilata, pur ammettendo che Lila non si fermerà dai suoi propositi. Più tardi, Norman afferma di aver visto la sua vera madre in casa e Mary inizia a dubitare della sua tenuta mentale.
Successivamente Lila va a recuperare il suo costume da "Madre" sotto una pietra del pavimento della cantina, ma una figura esce dall'ombra e la uccide. Nel frattempo, la polizia trova l'auto di Toomey nella palude, con il suo cadavere chiuso nel bagagliaio. Mary corre a casa per cercare di convincere Norman a fuggire. Il telefono squilla, risponde Norman e inizia a parlare con la "Madre". Mary ascolta, ma nessuno è in linea. Mentre Norman continua a parlare con la "Madre", che le ordina di uccidere Mary, ella corre in cantina e si veste da "Madre", con tanto di coltello da macellaio, nel tentativo di convincere Norman a "riattaccare". Il dottor Raymond la afferra da dietro, pensando di averla sorpresa mentre cerca di far impazzire Norman, ma Mary, spaventata, lo trafigge al cuore. Di fronte alla vista della "Madre" in piedi sul cadavere insanguinato del dottor Raymond, la sanità mentale di Norman scricchiola sempre di più. Egli inizia ad avanzare verso Mary borbottando. Quest'ultima va in cantina e intravede il corpo di Lila sepolto nella carbonaia. Credendo che il responsabile sia Norman, la ragazza alza il coltello per ucciderlo, ma prima di farlo viene colpita a morte dagli spari della polizia, arrivata appena in tempo. L'inchiesta che ne segue è abbastanza superficiale, ma alla luce di una discussione sentita tra Mary e la madre Lila, del tentativo della donna di uccidere Norman e del suo modo di vestire come Norma Bates, la polizia conclude che Mary probabilmente ha commesso tutti gli omicidi.
Più tardi, Emma Spool, la proprietaria della tavola calda dove Norman aveva lavorato, va a fargli visita. Ella afferma di essere la vera madre di Norman e che Norma Bates era sua sorella, raccontandogli che all'epoca della gravidanza era molto giovane e, dopo un esaurimento nervoso, era stata internata a lungo in un ospedale psichiatrico. È stata lei a commettere tutti gli omicidi, per difendere il figlio da chi voleva fargli del male. In risposta, Norman, ormai nuovamente tornato completamente pazzo, le tira una badilata in testa, uccidendola. Portando il corpo nella stanza della madre ne sente la voce che gli raccomanda di stare attento a “quelle ragazzacce” che frequenteranno il motel e che solo sua madre "lo ama veramente".

## Produzione
A distanza di più di 20 anni dall'uscita del primo Psycho, la Universal pensò che fosse interessante sia per il pubblico che per la critica vedere come sarebbero continuati i fatti del primo film e soprattutto come sarebbe diventato Norman Bates dopo 22 anni di ricovero all'ospedale psichiatrico. In origine il film era stato pensato come una produzione televisiva. Anthony Perkins inizialmente rifiutò l'offerta di riprendere il ruolo di Norman Bates, ma quando lo studio si rivolse ad altri attori (tra cui Christopher Walken), Perkins rapidamente accettò l'offerta. Lo studio avrebbe voluto Jamie Lee Curtis (figlia della star di Psyco Janet Leigh) per interpretare il ruolo di Mary Loomis. Il personaggio di Meg Tilly assume il nome "Mary Samuels," che è un cenno al nome falso "Marie Samuels" che il personaggio di Janet Leigh, Marion Crane, ha assunto quando ha firmato il registro del motel nel film originale.
Il regista Richard Franklin venne ingaggiato per dirigere Psycho II perché era uno studente di Hitchcock e perché, un anno prima, aveva diretto il film Roadgames, vagamente ispirato al film La finestra sul cortile. Tra l'altro, gli fece visita sul set di Topaz.
Franklin assunse lo scrittore Tom Holland per la sceneggiatura dopo aver visto The Beast Within, scritto proprio da lui.
Hilton A. Green, aiuto regista dell'originale Psyco, venne contattato e gli venne chiesto di produrre il film. Green, temendo che Hitchcock non avrebbe approvato un sequel del suo film, chiamò la figlia di Hitchcock, Patricia, e le chiese cosa ne pensasse. Questa accettò e diede la sua benedizione al film dicendo che anche suo padre l'avrebbe amato.

### Riprese
Le riprese di Psycho II si svolsero presso gli Universal Studios a Universal City (California) dal 30 giugno al 13 agosto 1982. Il set di casa Bates era ancora in piedi dal 1960, ma il motel dovette essere ricostruito. Secondo Richard Franklin le riprese durarono 32 giorni. Il film venne girato per lo più in teatri di posa. Diversi oggetti di scena e pezzi set del film originale sono stati trovati dagli scenografi John W. Corso e Julie Fletcher. La città di Fairvale è Courthouse Square, situata all'esterno degli Universal Studios in California.
Sia Franklin che Holland vollero che il film fosse un omaggio ad Alfred Hitchcock e al film originale. Per fare questo, vennero aggiunte alcune scene come quella in cui Norman mostra a Mary la stanza di sua madre. In questa scena, prima che si accenda la luce, si può notare sulla destra dello schermo un'ombra che ricorda molto il volto di Hitchcock.
Le ultime pagine del copione, furono distribuite al cast e alla troupe solo l'ultimo giorno delle riprese.
L'ultima inquadratura del film con Norman in piedi di fronte alla casa è stata usata come una cartolina di Natale per vari membri del cast tecnico. Quando la Universal presentò il concept art per la locandina del film il regista non era soddisfatto. Fu il redattore Andrew London che ebbe l'idea di utilizzare la foto della cartolina di Natale come locandina del film.

## Colonna sonora
Il compositore Jerry Goldsmith venne ingaggiato per scrivere la musica del film. Goldsmith era un amico di lunga data del compositore di "Psyco" Bernard Herrmann.
Goldsmith aveva scritto un tema per Norman Bates che venne respinto, ma che fu utilizzato per il segmento 2 di Twilight Zone: The Movie.
La MCA Records ha pubblicato un album di 30 minuti su LP e cassette; nel 2014 la Intrada ha emesso la colonna sonora completa.
Intrada tracklist (i punti in grassetto compaiono nell'album originale):
1. The Murder - Bernard Herrmann 0:59
2. Psycho II – Main Title 1:39
3. The House 1:51
4. Mother's Hand 1:54
5. Old Weapons 0:41
6. Cheese Sandwich 0:31
7. Mother's Room 2:05 (called "New Furniture" on the 1983 album)
8. Out To Lunch 2:00
9. No Note 1:05
10. The Peep Hole 1:47
11. Toomy's Death 1:11
12. Peep Hole #2 (Revised) 0:55
13. Mother's Room #2 4:28 (called "Mother's Room" on the 1983 album)
14. Basement Killing 1:18
15. New Furniture 0:44
16. It's Starting Again 0:40
17. A Night Cap 1:08
18. Blood Bath 4:01
19. Don't Take Me 5:39
20. She's Not Dead 1:16
21. Hello Mother 2:52
22. The Cellar 4:48
23. It's Not Your Mother 5:11
24. Expected Guest 2:44
25. Psycho II – End Title (Revised) 4:18
26. Sonata #14 (Moonlight), Op. 27, No. 2 – 1st Mvt - Ludwig van Beethoven 1:51
27. Sonata #8 (Pathetique), Op. 13 – 2nd Mvt - Ludwig van Beethoven 1:04
28. Peep Hole #2 (Original) 0:56
29. Mother's Room #2 (Alternate No. 1) 4:28
30. Mother's Room #2 (Alternate No. 2) 4:28
31. Psycho II – End Title (Original Version) 4:18

## Accoglienza

### Incassi
Il film venne distribuito nei cinema il 3 giugno 1983 e incassò nel solo primo weekend 8.310.244 dollari piazzandosi al secondo posto ai botteghini dopo Il ritorno dello Jedi. In totale il film incassò più di 34 milioni di dollari.

### Critica
Psycho II ha generalmente ottenuto recensioni positive ed è stato un successo a sorpresa al botteghino. 
Il critico Kim Newman della rivista britannica Empire diede al film tre stelle su cinque definendo Psycho II "un thriller intelligente cupamente comico con alcuni colpi di scena fantasiosi".

## Curiosità
Norman Bates da dodicenne è stato interpretato da Oz Perkins che nella vita vera è il figlio di Anthony Perkins.